# Aeroflot-Flug 976
Am 9. Dezember 1955 verunglückte eine Lissunow Li-2 auf dem innersowjetischen Linienflug Aeroflot-Flug 976 von Juschno-Sachalinsk nach Chabarowsk, wobei alle 21 Insassen starben.

## Flugzeug und Besatzung
Das Flugzeug war eine 3 Jahre alte Lissunow Li-2 (Luftfahrzeugkennzeichen:CCCP-L4993, Werknummer: 23443306), die bis zum Unfall 4.021 Flugstunden absolvierte.
Die Besatzung bestand aus Flugkapitän Peter Jakowlewitsch Masurin, dem Ersten Offizier Wassili Stepanowitsch Saweljew, dem Flugingenieur Dmitri Grigorjewitsch Romasko, der Funkerin Natalja Romanowna Makunina und der Flugbegleiterin Lubow Wassiljewna Kartaschewa.

## Verlauf
Alle Uhrzeiten entsprechen der Moskauer Zeit (MSK).
Die Li-2 hob um 9:51 Uhr/16:51 Uhr Ortszeit ab. Geplant war, dass die Maschine auf der Strecke nach Chabarowsk Sowetskaja Gawan und Jelabuga überfliegt. Um 10:13 Uhr meldeten die Piloten, dass sie sich seit bereits drei Minuten auf einer Höhe von 2.700 m befinden. Währenddessen flog das Flugzeug durch Wolken. Um 10:40 Uhr baten die Piloten die Flugsicherung in Chabarowsk um die Aktivierung der Radiostation in Sowetskaja Gawan; acht Minuten später meldeten sie das Passieren von Unari bei einer Geschwindigkeit von 230 km/h. Der nächste Funkkontakt erfolgte mit Sowetskaja Gawan um 11:15 Uhr, als die Piloten baten, auf Kurs 290° (Westen) und 2.700 m Höhe weiterzufliegen. Das Passieren von Sowetskaja Gawan um 11:16 Uhr wurde um 11:19 Uhr gemeldet.
Auf Anweisung der Flugsicherung riefen die Piloten um 11:25 Uhr den Funkpeiler in Chabarowsk, der weitere zwei Minuten später die Li-2 360 km östlich (Azimut:80°) von Chabarowsk schätzte, welche sich somit ca. 20 km westlich von Sowetskaja Gawan befand. Dies war der letzte Funkkontakt.
Zuletzt zeigte um 11:37 Uhr das Radar der Luftwaffe die Maschine 65–67 km westlich von Sowetskaja Gawan.

## Ursache
Am 21. Dezember 1955 wurde die Absturzstelle am 2.078 m hohen Tordoki-Jani, dem höchste Berg in der Sichote-Alin-Bergkette, aus der Luft entdeckt. Sie lag auf 1.750 m, 20 m unter dem Gipfel, auf dessen südöstlicher Flanke. Im darauffolgenden Jahr, zwischen dem 12. und 14. Januar 1956 untersuchten Ermittler das ausgebrannte Wrack. Anhand der gefundenen Uhren konnte die Absturzzeit auf 12:07 Uhr bestimmt werden.
In der Unfallnacht wehten starke Winde aus Nordwesten mit bis zu 85–90 km/h auf die senkrecht dazu liegende Bergkette. Am Tordoki Jani traten Abwinde auf, die einen Höhenverlust von bis zu 400 m zur Folge hatten. Studien, die auf Höhenverlust von bis zu 1.000 m hindeuteten, wurden nicht weitergetragen. Vorschriftsgemäß mussten Flugzeuge unter solchen Wetterbedingungen in einem Gebirge mindestens 1.000 m über dem höchsten Berg fliegen. Aufgrund der Einstellung des Höhenmessers wurden zwar 2.700 m angezeigt, doch flog die Li-2 unter Berücksichtigung der atmosphärischen Bedingungen tatsächlich auf 2.490 m.
Weder wurden die Wetterbedingungen in der Flugplanung berücksichtigt noch wurden die Piloten eingewiesen. Weder in Juschno-Sachalinsk noch in Chabarowsk überprüfte die Flugsicherung die Wetterbedingungen entlang der Strecke und wies keine sichere Flughöhe zu. Zudem gibt es in den 40–50 Flugminuten hinter Sowetskaja Gawan keine Radar- oder Funküberwachung, obwohl dies der gefährlichste Teil der Strecke ist, der dazu noch unnötigerweise über den Tordoki Jani führte. Wäre die Flugstrecke 35–40 km nach Norden verlegt worden, wäre die Flugsicherheit durch mehr Abstand zum Boden massiv gesteigert worden.
Als die Li-2 letztendlich in den Abwind geriet, versuchten die Piloten durch maximalen Schub den Sinkflug abzufangen, schlugen aber mit flachem Winkel am Berg auf.